# Asgaard
Asgaard – polska grupa wykonująca muzykę z pogranicza black, doom i gothic metalu. Powstała w 1994 roku w Lewinie Brzeskim z inicjatywy Bartłomieja Kostrzewy. Do 2004 roku grupa wydała pięć albumów studyjnych pozytywnie ocenianych zarówno przez krytyków muzycznych jak i publiczność. W 2007 roku działalność zespołu została zarzucona. W 2011 roku formacja wznowiła działalność jako trio w składzie: Przemysław "Quazarre" Olbryt, Bartłomiej "Hetzer" Kostrzewa i Wojciech "Flumen" Kostrzewa. 

## Historia

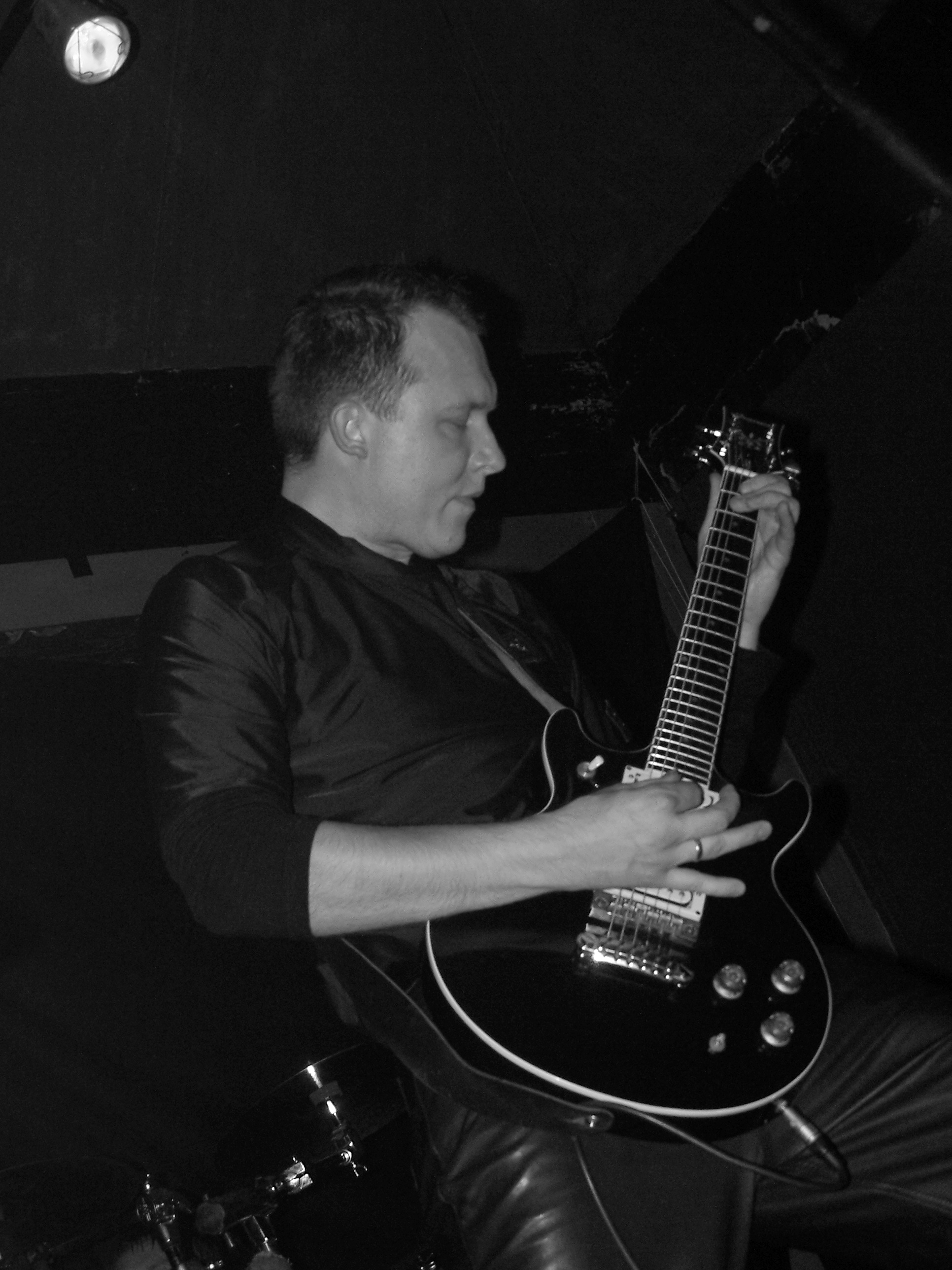
Bartłomiej Kostrzewa podczas koncertu 14 października 2006 roku

Powstała 1994 roku w Lewinie Brzeskim z inicjatywy gitarzysty Bartłomieja Kostrzewy. W lipcu 1995 roku grupa zarejestrowała pierwsze nagrania, które ukazały się w 1997 roku na kasecie Excellent Darkness Art. Nagrania wzbudziły zainteresowanie wytwórni muzycznej Mystic Production. Następstwem był kontrakt jaki muzycy podpisali z firmą. 
W czerwcu 1998 roku ukazał się debiutancki album formacji zatytułowany When the Twilight Set in Again. Album zarejestrowany w olsztyńskim Selani Studio był promowany podczas koncertów w Polsce wraz z takimi zespołami jak: Behemoth, Limbonic Art czy Elysium. Wkrótce potem do grupy dołączył wokalista Przemysław "Quazarre" Olbryt, który zastąpił Małgorzatę Raźniak. Pomiędzy listopadem a grudniem tego samego roku w Manek Studio został nagrany kolejny album. Płyta pt. Ad Sidera, Ad Infinitum ukazała się październiku 2000 roku ponownie dzięki umowie z Mystic Production. 
W lipcu 2001 roku w lubelskich Hendrix Studios muzycy przystąpili do prac nad trzecim albumem. Wydawnictwo zatytułowane Ex Oriente Lux powstało we współpracy z producentem muzycznym Arkadiuszem "Maltą" Malczewskim. Nagrania tego samego roku za sprawą nowego kontraktu wydała firma Metal Mind Productions. Pomiędzy lipcem a wrześniem 2002 roku w Hertz Studio grupa nagrała czwarty album. Również w 2002 roku zespół opuściła skrzypaczka Honorata Stawicka. W 2003 roku zespół zagrał szereg koncertów w Polsce m.in. z grupami Misteria, Carnal, Luna Ad Noctum i Anal Collision. Tego samego roku Wojciech Kostrzewa wziął udział w reaktywacji blackmetalowego zespołu Hermh.
Płyta pt. XIII Voltum Lunae ukazała się 5 października tego samego roku. W 2003 roku ukazał się pierwszy album DVD formacji zatytułowany Lux in Tenebris. Na wydawnictwie znalazł się koncert Asgaard zarejestrowany w Studiu Krzemionki w Krakowie w październiku 2002 roku. 25 października 2004 ukazał się piąty album studyjny formacji pt. EyeMDX-tasy. Nagrania zostały zarejestrowane ponownie w białostockim Hertz Studio. Z kolei mastering w częstochowskim Studio 333 wykonał Bartek Kuźniak. W ramach promocji Asgaard odbył w Polsce trasę koncertową Black Diamonds Tour. W trasie wzięły udział ponadto formacje Luna ad Noctum i Hermh.
Pod 2007 roku zespół zaprzestał działalności koncertowej i studyjnej. Skład opuścili Roman Golębiowski i Jacek Monkiewicz. W 2011 roku formacja wznowiła działalność jako trio w składzie: Przemysław "Quazarre" Olbryt, Bartłomiej "Hetzer" Kostrzewa i Wojciech "Flumen" Kostrzewa. Muzycy podjęli się także nagrań kolejnego albumu studyjnego pt. Stairs to Nowhere. Sesyjnie w nagraniach wzięli udział basista Ivy - członek zespołu Serpentia oraz perkusista Łukasz "Icanraz" Sarnacki znany m.in. ze współpracy z grupą Christ Agony i Hermh. Początkowo premierę albumu Asgaard wyznaczono na grudzień 2011 roku. Jednakże muzycy zdecydowali o ponownej rejestracji śladów gitary elektrycznej i basowej, a także wokaliz. Do prac nad płytą przyłączył się także basista Tomasz "Hal" Halicki - muzyk od 2011 roku związany z kwartetem Vader. W 2012 roku pochodzący z płyty EyeMDX-tasy utwór "Mystery ov Tzar’s Visionaire Act II" został wykorzystany w filmie Big Love w reżyserii Barbary Białowąs. Natomiast ostateczna premiera szóstej płyty Asgaard została wyznaczona na 21 marca 2012 roku.

## Muzycy
| Obecny skład zespołu - Przemysław "Quazarre" Olbryt – wokal (od 1998) - Bartłomiej "Hetzer" Kostrzewa – gitara elektryczna, gitara basowa (od 1994) - Wojciech "Flumen" Kostrzewa – instrumenty klawiszowe (od 1994) - Michał "Ivy" Huk – gitara basowa (sesyjnie, od 2011) - Łukasz "Icanraz" Sarnacki – perkusja (sesyjnie, od 2011) |  | Byli członkowie zespołu - Paweł Nafus – gitara elektryczna (1994-1997) - Paweł Woźniak – gitara elektryczna - Mateusz Czech – perkusja (1994-1997) - Roman Golębiowski – perkusja (1997-2007) - Anna Markuszewska – wokal (1994-1997) - Małgorzata Raźniak – wokal, flet (1997-1998) - Honorata Stawicka – skrzypce (1994-2002) - Jacek Monkiewicz – gitara basowa (1994-2007) |

## Dyskografia

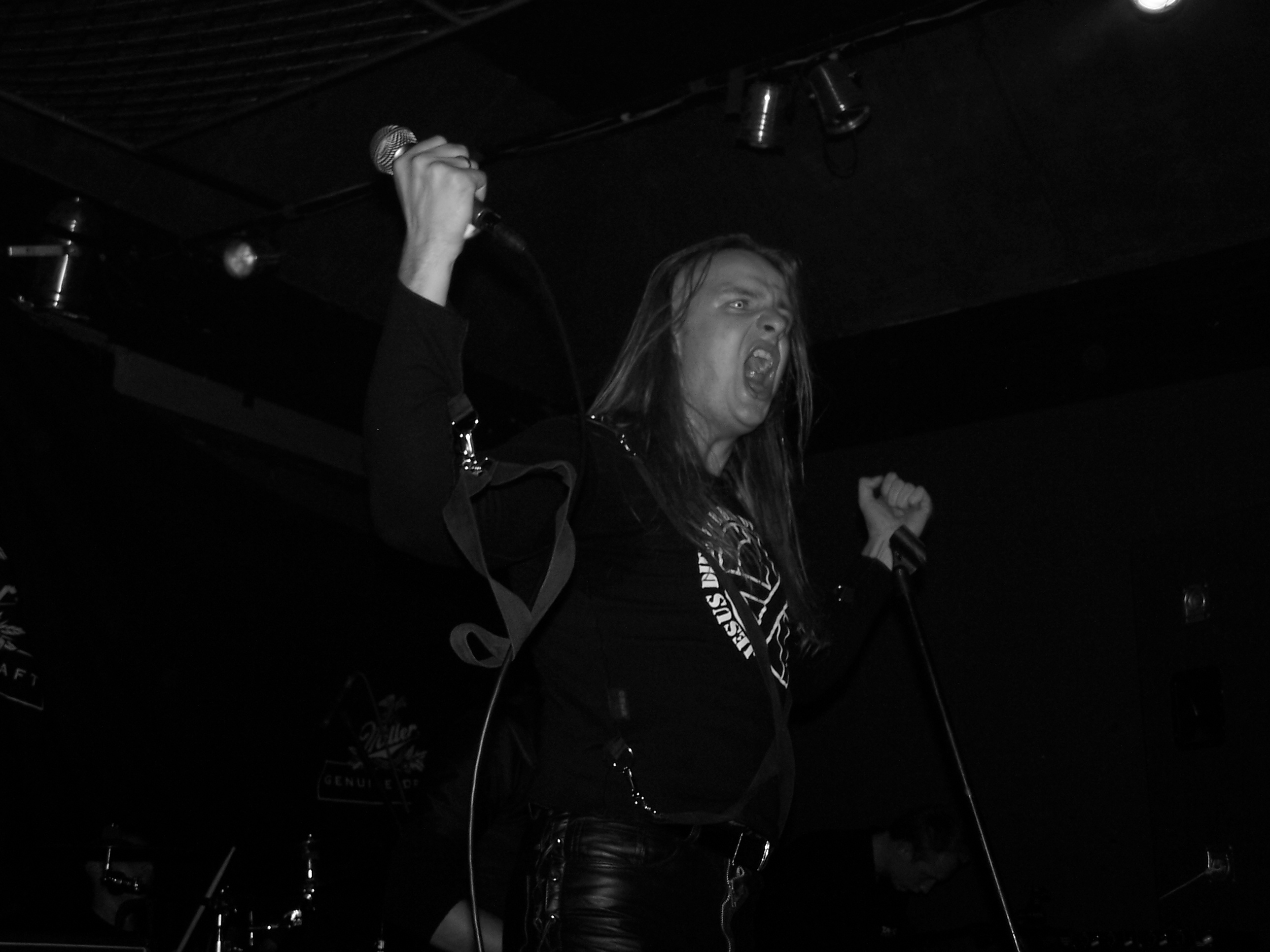
Przemysław Olbryt podczas koncertu 14 października 2006 roku

| 1998                           | When the Twilight Set in Again - Data: 16 czerwca 1998 - Wydawca: Mystic Production | —  |
| 2000                           | Ad Sidera, Ad Infinitum - Data: 23 października 2000 - Wydawca: Mystic Production   | —  |
| 2001                           | Ex Oriente Lux - Data: 17 września 2001 - Wydawca: Metal Mind Productions           | 55 |
| 2002                           | XIII Voltum Lunae - Data: 5 października 2002 - Wydawca: Metal Mind Productions     | —  |
| 2004                           | EyeMDX-tasy - Data: 25 października 2004 - Wydawca: Metal Mind Productions          | —  |
| 2012                           | Stairs to Nowhere - Data: 21 marca 2012 - Wydawca: Icaros Records                   | —  |
| "—" pozycja nie była notowana. |                                                                                     |    |

| Rok  | Tytuł                                                                            |
| ---- | -------------------------------------------------------------------------------- |
| 1997 | Excellent Darkness Art - Data: 22 kwietnia 1997 - Wydawca: brak (wydanie własne) |

| Rok  | Tytuł                                                                      |
| ---- | -------------------------------------------------------------------------- |
| 2003 | Lux in Tenebris - Data: 26 sierpnia 2003 - Wydawca: Metal Mind Productions |